# 드라마/맥스
《드라마/맥스》(Drama/Mex)는 멕시코에서 제작된 헤라르도 나랑호 감독의 2006년 드라마 영화이다. 디아나 가르시아 등이 주연으로 출연하였고 가브리엘 가르시아 등이 제작에 참여하였다.

## 출연

### 주연
- 디아나 가르시아
- 에밀리오 발데스
- 후안 파블로 카스타녜다
- 미리아나 모로

### 조연
- 마르타 클라우디아 모레노
- 페르난도 베세릴

## 기타
- 프로듀서: 게미니아노 피네다
- 협력프로듀서: 사무엘 쇼빈
- 미술: 클라우디오 카스텔리
- 의상: 안나이 라모스